# Znaki specjalne
Skrócenia przez znak specjalny, to trzeci - po suspensji i kontrakcji - najbardziej skomplikowany rodzaj abrewiacji średniowiecznych. Znaki specjalne wywodzą się not tyrońskich, lecz stosowały także reguły suspensji oraz kontrakcji. Znaki specjalne – podobnie jak noty tyrońskie – powstały z przekształcenia liter łacińskich lub też ich charakterystycznych części. J. Szymański proponuje podział specjalnych na znaki właściwe i znaki niewłaściwe. Znaki specjalne właściwe mają dość precyzyjnie przypisane znaczenie fonetyczne, choć – wobec dużej swobody pisarzy średniowiecznych – zdarzają się odstępstwa od zasad. Znaki specjalne niewłaściwe nie mają stałego znaczenia, lecz zmienne: w zależności od pozycji, w jakiej się znajdują i litery, przy której stoją, mogą oznaczać różne zgłoski, sylaby czy litery usunięte z wyrazu.

## Do znaków specjalnych zalicza się
- Zawijasy – mają wydłużone bądź przesadzone ozdobne kaligraficzne fale, zazwyczaj na majuskułach
- Ligatury kończące – mają wydłużone bądź przesadzone ozdobne kaligraficzne fale na ostatniej literze wiersza
- Bezkropkowe i – małe „i” bez kropki, co ma zapobiec interferencji z poprzedzającą je literą
- Ligatury – połączone lub oddzielne znaki tworzące pojedynczą jednostkę, ma to na celu uniknięcie interferencji w pewnych kombinacjach
- Znaki pi – greckie litery użyte jako symbole matematyczne
- Znaki ornamentacyjne – zestaw specjalnych ozdobnych znaków i symboli
- Punktory – fonty mają punktory różnej wielkości, dlatego też konieczne może być zastosowanie punktora z alternatywnego kroju
- Akcenty – znaki diakrytyczne zmieniające wymowę danej litery

## Znaki specjalne właściwe
1. Jedną z częściej stosowanych abrewiacji przez znak specjalny właściwy, było skracanie sylaby –ram, oraz końcówki dopełniacza liczby mnogiej (genetivus pluralis) I i II deklinacji -rum. W tym wypadku odcinano dwie ostatnie litery, znakiem odcięcia zaś była prawie pionowa kreska przecinająca okrągłe r. Powstały znak – przypominający ozdobną cyfrę „4” – pisano za ostatnią pozostałą literą wyrazu, niekiedy lekko powyżej niej.
2. Falista kreska, będąca przekształceniem okrągłego „r” oznaczała również skrócenia końcowych sylab, w których występowała litera „r”:
  - pozioma kreska falista umieszczana zawsze nad ostatnią literą skracanego wyrazu to –ra, -ar, -re, -er
  - pionowa kreska falista umieszczana w środku lub na końcu wyrazu to - -er, -re, -ir, -ri,
3. Okrągłe „r”, podobne do falistej i lekko rozciągniętej cyfry „2” stojącej lub leżącej, nadpisane nad literą poprzedzająca skrót (zazwyczaj na końcu wyrazu), oznaczało ¬-ur, -tur, rzadziej –or.
4. Znak „9” umieszczany zazwyczaj na początku wyrazu zastępował przedrostki con-, com-, cun-, cum-
5. Znak „9” nadpisany nad ostatnią literą przed skrótem oznaczał: us, os, rzadziej s. Na północy Francji i w Niderlandach znak ten stosowano dla oznaczenia wszelkich skróceń zawierających „s”.
6. Znak średnika ; lub wydłużonej cyfry „3” miał znaczenie zmienne: niekiedy oznaczał ¬–us w końcówce –bus w ablativus pluralis, niekiedy końcowe –m. w bierniku, najczęściej jednak zastępował spójniki que oraz et. Na zasadzie podobieństwa fonetycznego oznaczał również –ed w słowie sed: s;
7. Znak „7” najczęściej stosowano dla oznaczenia spójnika et lecz także zgłoski et i ed usuwane z wyrazu (zazwyczaj końcowe). „7” z kreską u góry mogło oznaczać etiam oraz atque.

## Znaki specjalne niewłaściwe
Najczęściej w roli znaku specjalnego niewłaściwego występowała kreska. Jak powiedziano wyżej, oznaczała ona abrewiacje przez kontrakcję i przez suspensję, wskazywała również na usunięcie konkretnych sylab lub zgłosek. Kreska – prosta i wyginana – oznaczała również usunięcie części niektórych łacińskich przedrostków, z których pozostawiano pierwszą literę z dodaną kreską: ¬prae-, per-, par-, pro-, quae-, qui-, quod-, quia-.